# Мерсье, Дезире-Жозеф
Дезире Фелисьян Франсуа Жозеф Мерсье (фр. Désiré-Félicien-François-Joseph Mercier; 21 ноября 1851, замок Кастожье, Брен-л'Аллё, Бельгия — 23 января 1926, Брюссель, Бельгия) — бельгийский кардинал, католический философ, представитель неотомизма. Архиепископ Мехелена и примас Бельгии с 7 февраля 1906 по 23 января 1926. Кардинал-священник с 15 апреля 1907, с титулом церкви Сан-Пьетро-ин-Винколи с 18 апреля 1907.
Сыграл важную роль в становлении неотомизма: в 1889 году создал в Лувене Институт философии при университете, в 1894 году основал томистский журнал «Revue Néo-Scolastique» (с 1946 ‒ «Revue philosophique de Louvain») и способствовал превращению Лувена в международный центр неотомизма. Известен своей поддержкой армянскому народу, в частности, на погромы и истребления армян в Османской империи, более известной как Геноцид армян, отметил, что «Христианский бог никогда не осудит армян, если они — загнанные Европой в безысходность — вдруг вознамерятся отомстить всем, пусть даже ценой нарушения заповеди — не убий! Если по отношению к армянам не будет проявлена справедливость, армяне всей нацией имеют право не подчиняться никаким законам». Архиепископ Мехелена и примас Бельгии кардинал Дезире Мерсье.
Участвовал в Конклаве 1914 года. С 1914 по 1918 годы находился в Бельгии.

## Помощьрусскому зарубежью
В 1920-е годы оказывал помощь детскому приюту, руководимому в Льеже Елизаветой Кузьминой-Караваевой и русскому православному приходу.
Видя проблемы с которыми столкнулась русская студенческая молодежь, оказавшаяся в эмиграции в результате Гражданской войны в России начиная с 20-х годов XX века кардинал создал Фонд «Бельгийская помощь русским студентам»

В Лувенском католическом университете были учреждены стипендии. В результате этой акции, в двадцатые и тридцатые годы в Бельгии учились сотни русских студентов.
Среди лиц получивших помощь Фонда были:
- Ирина Поснова — основательница издательства «Жизнь с Богом»[9]
- Сергий (Коновалов) — архиепископ Управляющий Западноевропейским экзархатом русских приходов.

## Сочинения
- Cours de philosophie, v. 1‒4, P., 1892‒99.
- Les origines de la psychologie contemporaine, 1908.